# Vernon Leroy Maxwell
Vernon Leroy Maxwell (Birmingham, 25 ottobre 1961) è un ex giocatore di football americano statunitense che ha giocato nel ruolo di linebacker nella National Football League. Fu scelto nel secondo giro del Draft NFL 1983 dai Baltimore Colts. Al college ha giocato a football all'Università statale dell'Arizona.

## Carriera professionistica
Maxwell fu scelto nel corso del secondo giro (29º assoluto) del Draft 1983 dai Baltimore Colts. Nella sua stagione da rookie mise a segno 11 sack e un intercetto ritornato per 31 yard, venendo premiato come rookie difensivo dell'anno. Dopo altri 8,5 sack l'anno successivo, Maxwell passò ai Detroit Lions (1985-1987) e ai Seattle Seahawks (1989) non raggiungendo più però i livelli delle sue due prime stagioni da professionista.

## Palmarès
- Rookie difensivo dell'anno - 1983

## Statistiche
| Sack       | 21,5 |
| Intercetti | 1    |